# Synagoga Hausmana w Kownie
Synagoga Hausmana w Kownie (lit. Hausmano sinagoga) – żydowska bóżnica znajdująca się w Kownie przy ul. Maironio 28a. 
Została zaprojektowana w 1865 roku przez Szymona Górskiego na zlecenie Mojżesza Hausmana, do którego należała działka przy obecnej ulicy Maironisa. Górski zaprojektował również prywatny dom Hausmana obok synagogi. Modlitwy odbywały się tu do 1941 roku.